# Vandalia (Missouri)
Vandalia és una població dels Estats Units a l'estat de Missouri. Segons el cens del 2000 tenia 2.529 habitants.

## Demografia
Segons el cens del 2000, Vandalia tenia 2.529 habitants, 1.176 habitatges, i 702 famílies. La densitat de població era de 432,1 habitants per km².
Dels 1.176 habitatges en un 25,6% hi vivien nens de menys de 18 anys, en un 44,3% hi vivien parelles casades, en un 12% dones solteres, i en un 40,3% no eren unitats familiars. En el 37,5% dels habitatges hi vivien persones soles el 20,2% de les quals corresponia a persones de 65 anys o més que vivien soles. El nombre mitjà de persones vivint en cada habitatge era de 2,15 i el nombre mitjà de persones que vivien en cada família era de 2,81.
Per edats la població es repartia de la següent manera: un 23,7% tenia menys de 18 anys, un 7% entre 18 i 24, un 24,1% entre 25 i 44, un 23,2% de 45 a 60 i un 22% 65 anys o més.
L'edat mediana era de 42 anys. Per cada 100 dones de 18 o més anys hi havia 84,6 homes.
La renda mediana per habitatge era de 25.213 $ i la renda mediana per família de 33.819 $. Els homes tenien una renda mediana de 26.356 $ mentre que les dones 16.114 $. La renda per capita de la població era de 14.859 $. Entorn del 14,6% de les famílies i el 18% de la població estaven per davall del llindar de pobresa.

## Poblacions més properes
El següent diagrama mostra les poblacions més properes.